# Retrato de una dama (película)
Retrato de una dama (The Portrait of a Lady, en el original en inglés) es una película de 1996 dirigida por Jane Campion, adaptación de la novela homónima de Henry James, protagonizada por Nicole Kidman, Barbara Hershey, John Malkovich, Mary-Louise Parker, Martin Donovan, Shelley Duvall, Richard E. Grant, Shelley Winters, Viggo Mortensen, Valentina Cervi, Christian Bale y John Gielgud.

## Sinopsis
La película cuenta la historia de Isabel Archer, una mujer joven e inocente, de medios independientes, que es manipulada por su amiga, madame Merle, y por un amigo de ésta, Gilbert Osmond.

## Elenco
- Nicole Kidman como Isabel Archer.
- John Malkovich como Gilbert Osmond.
- Barbara Hershey como Madame Serena Merle.
- Mary-Louise Parker como Henrietta Stackpole.
- Martin Donovan como Ralph Touchett.
- Shelley Winters como Mrs. Touchett
- John Gielgud como Mr. Touchett.
- Shelley Duvall como Condesa Gemini.
- Richard E. Grant como Lord Warburton.
- Viggo Mortensen como Caspar Goodwood.
- Christian Bale como Edward Rosier.
- Valentina Cervi como Pansy Osmond.
- Roger Ashton-Griffiths como Bob Bantling.